# 昌宁半叶趾虎
昌宁半叶趾虎（学名：Hemiphyllodactylus changningensis）一种发现于中华人民共和国云南省昌宁县的壁虎，隶属于壁虎科半叶趾虎属。
其种加词“changningensis”意为“云南省昌宁县的”。

## 形态特征
昌宁半叶趾虎背部具有横向的暗色条纹；眼眶后有暗色条纹延伸至颈部或更长；褐色荐后斑具有前突的两臂。雄性和雌性个体均具有肛疣，尾基部每侧的肛疣一般为1或2。

## 保护
本种于2023年被收录入《有重要生态、科学、社会价值的陆生野生动物名录》。